# La creola della Luisiana
La creola della Luisiana (The Love Mart) è un film muto del 1927 diretto da George Fitzmaurice.

## Produzione
Il film fu prodotto dalla First National Pictures.

## Distribuzione
Distribuito dalla First National Pictures, il film - presentato da Richard A. Rowland - uscì nelle sale cinematografiche USA il 18 dicembre 1927. In Finlandia, fu distribuito il 14 settembre 1928; in Portogallo, il 18 dicembre 1928 con il titolo O Mercado do Amor.